# Хватов, Геннадий Александрович
Геннадий Александрович Хватов (3 мая 1934, Мышкино, Ивановская Промышленная область — 11 ноября 2020, Владивосток) — советский и российский военачальник. Командующий Тихоокеанским флотом (27 декабря 1986 — 11 марта 1993). Адмирал (1987).

## Биография
Родился в городе Мышкино (ныне — Мышкин) Мышкинского района Ярославской области.
С 1952 по 1956 год — курсант штурманского факультета Первого Балтийского высшего военно-морского училища в Ленинграде (Высшее военно-морское училище подводного плавания). По окончании училища проходил службу командиром рулевой группы, командиром БЧ-1 (1956—1961), помощником командира подводной лодки (09—12.1962). С 1961 по 1962 год проходил обучение на Высших специальных офицерских классах ВМФ. Проходил службу старшим помощником командира подводной лодки (12.1962—01.1969), командиром подводной лодки «К-7» (01.1969—1971).
С 1971 по 1973 год проходил обучение в Военно-морской академии. С 1974 по 1976 год — слушатель Военной академии Генерального штаба Вооружённых Сил СССР имени К. Е. Ворошилова. Был начальником штаба 26-й дивизии подводных лодок (07.1973—24.07.1974), командовал этой дивизией (26.06.1976—25.11.1978), служил начальником штаба 4-й флотилии подводных лодок (25.11.1978—19.06.1980).
С 1980 по 1983 год — командующий Камчатской флотилией разнородных сил, с 1983 по 1986 год — начальник штаба Тихоокеанского флота. Вице-адмирал (30 октября 1981).
С 27 декабря 1986 по 11 марта 1993 года — командующий Тихоокеанским флотом. 7 мая 1987 года присвоено воинское звание адмирал. Отслужил на Тихоокеанском флоте 37 лет.
В начале 1990-х годов активно выступал в прессе по проблеме принадлежности Курильских островов, отстаивая российский суверенитет над ними.
Член КПСС (1958—1991). Член ЦК КПСС (1990—1991).
Снят с должности и отправлен в отставку после трагических событий на острове Русский, сопровождавшихся дистрофией и гибелью матросов.
После отставки участвовал в общественной жизни Владивостока, работал помощником ректора Морского государственного университета им. Г. И. Невельского.
Скончался 11 ноября 2020 года во Владивостоке после тяжёлой продолжительной болезни. Похоронен с воинскими почестями 13 ноября на Лесном кладбище Владивостока.
В июле 2022 года на стене дома № 52 на улице Станюковича во Владивостоке, в котором проживал адмирал Геннадий Хватов, торжественно открыта мемориальная доска.

## Награды
- Орден Красного Знамени,
- Орден «За службу Родине в Вооружённых Силах СССР» II степени и III степени,
- Орден Мужества,
- Медали СССР,
- Медали РФ,
- Иностранный орден,
- Почётный гражданин города Владивостока (27.05.2009)[4].